# Coronatae
Coronatae is een orde van schijfkwallen (Scyphozoa), waarvan veel soorten in de diepzee voorkomen.

## Kenmerken
De wetenschappelijke naam is gebaseerd op het uiterlijk. Soorten van Coronatae onderscheiden zich namelijk van andere neteldieren door diepe groeven in hun koepelvormige lichaam, waardoor deze doet denken aan een kroon.

## Families
De volgende zes families worden tot deze orde gerekend:
- Atollidae Bigelow, 1913
- Atorellidae Vanhöffen, 1902
- Linuchidae Haeckel, 1880
- Nausithoidae (Claus, 1883)
- Paraphyllinidae Maas, 1903
- Periphyllidae Haeckel, 1880